# Meriania
Meriania är ett släkte av tvåhjärtbladiga växter. Meriania ingår i familjen Melastomataceae.

## Dottertaxa tillMeriania, i alfabetisk ordning[1]
- Meriania acida
- Meriania acostae
- Meriania albertiae
- Meriania almedae
- Meriania amischophylla
- Meriania ampla
- Meriania amplexicaulis
- Meriania antioquiensis
- Meriania aracaensis
- Meriania arborea
- Meriania aurata
- Meriania axinioides
- Meriania boliviensis
- Meriania brevipedunculata
- Meriania brittoniana
- Meriania broccha
- Meriania calophylla
- Meriania calyptrata
- Meriania campii
- Meriania candollei
- Meriania claussenii
- Meriania cordifolia
- Meriania costata
- Meriania crassiramis
- Meriania cuneifolia
- Meriania cuzcoana
- Meriania dentata
- Meriania denticulata
- Meriania dimorphanthera
- Meriania drakei
- Meriania ekmanii
- Meriania finicola
- Meriania franciscana
- Meriania furvanthera
- Meriania glabra
- Meriania glazioviana
- Meriania grandidens
- Meriania grandiflora
- Meriania heptamera
- Meriania hernandoi
- Meriania hexamera
- Meriania horrida
- Meriania huilensis
- Meriania involucrata
- Meriania kirkbridei
- Meriania kraenzlinii
- Meriania leucantha
- Meriania lindenii
- Meriania longifolia
- Meriania longipes
- Meriania loxensis
- Meriania macrophylla
- Meriania maguirei
- Meriania maxima
- Meriania mexiae
- Meriania neblinensis
- Meriania nobilis
- Meriania odorata
- Meriania ornata
- Meriania pallida
- Meriania panamensis
- Meriania paniculata
- Meriania parvifolia
- Meriania pastazana
- Meriania peltata
- Meriania pergamentacea
- Meriania phlomoides
- Meriania pichinchensis
- Meriania prunifolia
- Meriania pulcherrima
- Meriania purpurea
- Meriania quintuplinervia
- Meriania radula
- Meriania rigida
- Meriania robusta
- Meriania rugosa
- Meriania sanchezii
- Meriania sanguinea
- Meriania sclerophylla
- Meriania speciosa
- Meriania splendens
- Meriania spruceana
- Meriania squamulosa
- Meriania stellata
- Meriania steyermarkii
- Meriania subumbellata
- Meriania tetragona
- Meriania tetramera
- Meriania tetraquetra
- Meriania tolimana
- Meriania tomentosa
- Meriania trianae
- Meriania tuberculata
- Meriania umbellata
- Meriania urceolata
- Meriania vargasii
- Meriania weberbaueri
- Meriania versicolor
- Meriania vilcabambensis